# 181 Dywizja Piechoty (III Rzesza)
181 Dywizja Piechoty (niem. 181. Infanterie-Division) – niemiecka dywizja z czasów II wojny światowej, sformowana na mocy rozkazu z 1 grudnia 1939 roku, w 7. fali mobilizacyjnej w Brunszwiku w IX Okręgu Wojskowym.

## Struktura organizacyjna
Struktura organizacyjna w grudniu 1939 roku
334. i 349. pułk piechoty, 222. dywizjon artylerii lekkiej.
Struktura organizacyjna w styczniu 1940 roku
334., 349. i 359. pułk piechoty, 222. pułk artylerii, 222. batalion pionierów, 222. oddział rozpoznawczy, 222. oddział przeciwpancerny, 222. oddział łączności, 222. polowy batalion zapasowy;
Struktura organizacyjna w kwietniu 1944 roku
334. pułk fizylierów, 359. i 363. pułk grenadierów, 222. pułk artylerii, 222. batalion pionierów, 181. batalion fizylierów, 222. oddział przeciwpancerny, 222. oddział łączności, 222. polowy batalion zapasowy;

## Dowódcy
- Generalleutnant Peter Bielfeld 1 XII 1939 – 10 I 1940;
- Generalleutnant Kurt Woytasch 10 I 1940 – 1 III 1942;
- Generalleutnant Friedrich Bayer 1 III 1942 – 24 III 1942;
- Generalleutnant Hermann Fischer 24 III 1943 – 1 X 1944;
- Generalleutnant Eugen Bleyer 1 X 1944 – 9 V 1945;